# Гірло
Гі́рло (від горло) — назва рукавів і проток в дельтах великих річок, що впадають в Чорне і Азовське моря.
Окрім рукавів, гірлом (гирлом) називають також кінець річкового устя в морській частині дельти (в затоці, лимані). Гірлом також називають протоку, канал або взагалі більш-менш глибокий фарватер, прокладений течією річки або штучним випрямленням у дельті.
Багато дунайських, донських та дніпровських мають слово гирло (гірло) частиною власної назви. Так продовженням Дніпра є Білогрудівське гірло, а рукава Кінки — Збур'ївське гірло.
Слово гірло (рос. гирло) в сенсі устя широко використовується на півдні Росії. У Книзі Великому кресленню, що містила пояснення до географічної карти, створеної в XVI столітті, згадується гірло в сенсі протоки. У 1865 році в Росії було засновано Гірловий комітет для підтримки донських гірл в стані, придатному для судноплавства. Протока Горло Білого моря зветься поморами Гірлом.